# Contenance angloise
Contenance angloise或英國氛圍是15 世纪在英國發展出的一種複音音樂風格，主要特色是它在對位中使用許多三度、六度的音程。並且它在菲利普公爵 時的勃艮第宫廷以及當時的欧洲音乐中產生很大的影響。這個風格的主要作曲家是約翰·鄧斯泰伯 ，其次是Walter Frye和John Hothby 。

## 歷史
在英法百年战争期間，英國的音樂傳入歐洲大陸。Contenance Angloise一词最早出現在Martin le Franc於 1441-42 年在献给勃艮第菲利普公爵 (1396-1467) 的一首詩中，以描述當時獨特的音樂風格。 Le Franc 提到英国作曲家約翰·鄧斯泰伯 （约 1390-1453 年）是此樂派的关键人物，並影響了勃艮第作曲家Guillaume Dufay和Gilles Binchois。 雖然在亨利八世解散修道院（1536-40 年）期间，几乎所有鄧斯泰伯在英格兰的手稿都丢失了，但他的一些作品仍然透過在欧洲大陆（尤其是意大利）发现的抄本重建，這也可以看出他在歐洲的影響力。他可能是第一位为礼仪音乐提供器乐伴奏的作曲家。 

## 音樂特徵
我們並不完全清楚當時 Martin le Franc 稱為 Contenance Angloise 所指的音樂特色。 音乐学家認為當時的音樂有以下特徵： 
- 使用許多三度、六度的音程
- 簡單的旋律
- 較少使用2度、7度等不和諧音程
- 音節式的歌詞設計
- 多為主音音樂的效果，三聲部都以同樣的節奏表現[4]

## 衰退
十五世纪末，英国作曲家在欧洲大陆的影响力似乎有所下降，他们在法国失去了主要财产，进入了玫瑰战争，他们可能全神贯注于国内事务。法兰克-佛兰芒音乐随后成为欧洲音乐的主导力量。 